# Савинский район
Са́винский райо́н — административно-территориальная единица (район) и муниципальное образование (муниципальный район) на юге Ивановской области России.
Административный центр — посёлок городского типа Савино.

## География
Граничит с Лежневским (на северо-западе), Шуйским (на севере) и Южским (на востоке) районами Ивановской области и Ковровским (на юге) и Камешковским (на юго-западе) районами Владимирской области. Площадь района — 861 км².

### Рельеф
Район расположен южнее водораздельной линии, отделяющей бассейн притоков реки Волги от притоков реки Клязьмы. Поэтому положение сравнительно возвышенное, наклонное к югу. В общем поверхность имеет характер равнины, прорезанной несколькими реками, текущими в большинстве случаев с севера на юг или юго-восток.

### Реки и озёра

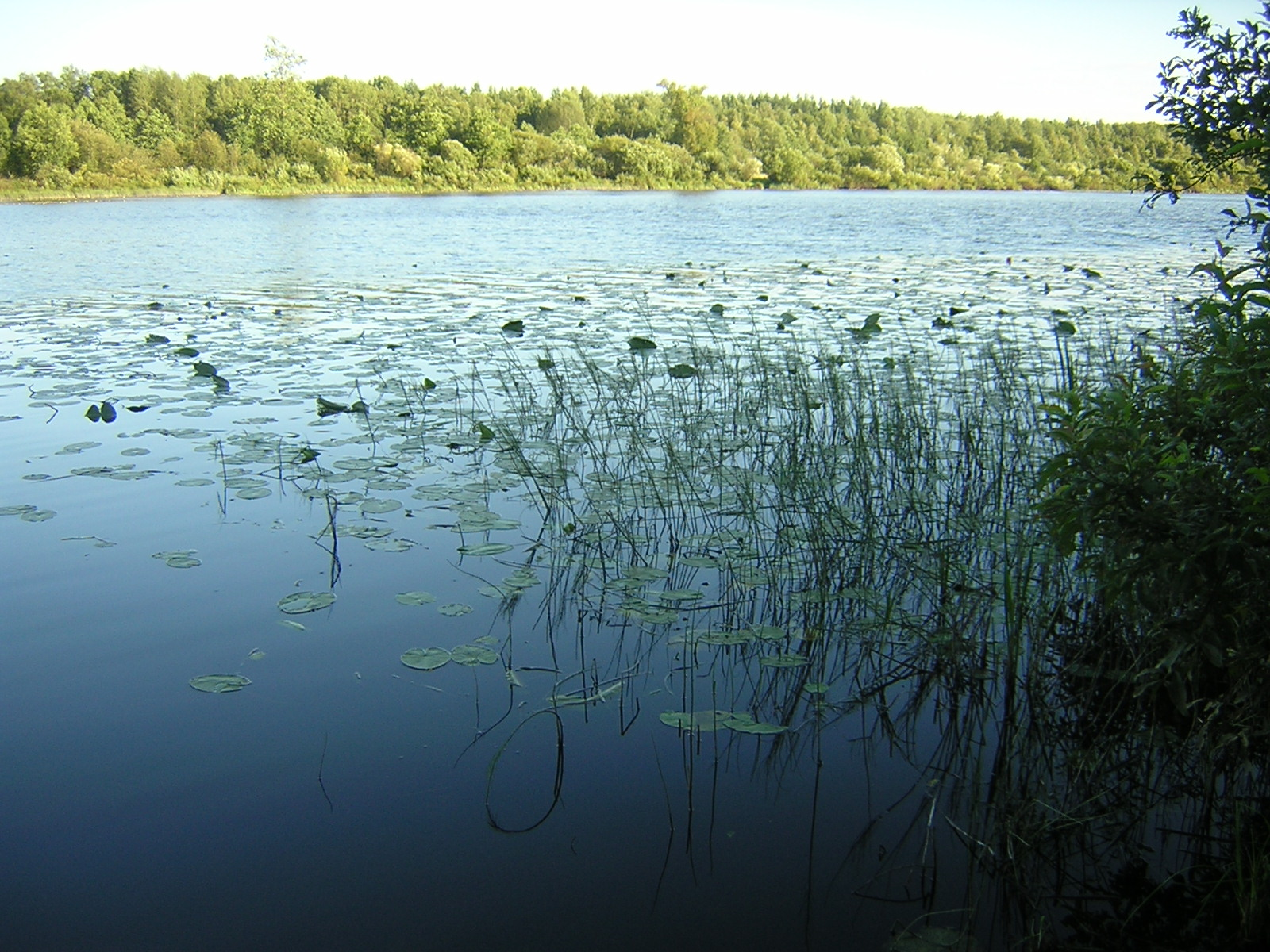
Озеро Смехро

Реки района принадлежат бассейну Клязьмы и являются её левыми притоками. По границам района протекают Клязьма и Теза. Другие реки: Уводь, Шижегда.
Озёра — ледникового  происхождения Западное и  Филатовское.
На юго-востоке района, в восточной левобережной части Нерльско-Клязьминской низины, в заболоченной пойме Клязьмы расположен Государственный природный заказник «Клязьминский» (организован 1 сентября 1978 года) с большим количеством небольших и неглубоких озёр, среди которых выделяется озеро Смехро длиной 4 км.

## История
Большая часть территории современного Савинского района в XV веке входила в состав Стародубского княжества. Лишь небольшая территория на крайнем западе района относилась к территории Суздальско-Нижегородского княжества, а затем вошла в Опольский стан Суздальского уезда. До 30-х годов XVI века эти земли входили в вотчину боярина князя Андрея Васильевича Ногтева-Суздальского. В 1534 году перед кончиной принявший монашеский постриг бездетный князь Андрей Ногтев завещал вотчину суздальскому Спасо-Евфимиеву монастырю на помин своей души. Однако в духовном завещании было оговорено, что его племянники — князья Иван Семёнович и Андрей Иванович могут выкупить у монастыря эти владения за пятьсот рублей. Князья Ногтевы воспользовались предоставленным правом, так как вплоть до начала XVII века представители их рода являлись владельцами этих мест. Даниил Андреевич Ногтев, наместник новгородский, умер в 1600 году. На нём пресёкся род князей Ногтевых-Суздальских. Выморочная вотчина была отписана в дворцовые села, а в 1611 году царь Владислав IV пожаловал её, но уже в виде поместья, князю Ивану Михайловичу Барятинскому.
Затем этими землями, деревнями, угодьями, ловлями и соляными варницами по берегам реки Уводи владел на правах вотчины суздальский Покровский девичий монастырь. В 1623 году царь Михаил Фёдорович утвердил эти пожалования официальной Тарханной грамотой.
Остальную часть района вплоть до опричнины составляли вотчинные владения Стародубских князей. Из многочисленных княжеских фамилий Стародубского дома наиболее крупные вотчины в савинских местах имели князья Гундоровы — районы сёл Воскресенского, Антилохова, Залесья, Меховиц. Деревней Крутово владел князь Владимир Кривоборский. Частью села Воскресенского с 15 деревнями и пятью пустошами владел князь Борис Давыдович Тулупов, который в 1571—1572 годах дал эту вотчину в Троице-Сергиев монастырь. Часть Алексинской волости в качестве приданого в середине XVI века была передана князьям Шемякиным-Пронским. Княгиня Евдокия Шемякина-Пронская (урождённая княгиня Стародубская), овдовев, передала село Алексино с деревнями в качестве вклада в Троице-Сергиев монастырь. Сёлами Алексино и Лучкино с окрестностями с начала XVI века владели князья Мезецкие, происходившие из черниговских князей. Утратив свою родовую вотчину — город Мещевск (Мезецк), они утратили положение служилых князей. Взамен черниговских владений князь М. Р. Мезецкий получил Алексинскую волость в Стародубе Ряполовском. Это были очень крупные владения. В Алексине, к которому примыкало более 70 деревень, починков и пустошей, числилось 2866 четвертей земли, а к Лучкину относилось ещё 32 деревни, починка и пустоши. Посредством браков княжён Мезецких эти земли перешли к Стародубским князьям — Пожарским и Ковровым. В 1572 году вдовы-княгини Мария Коврова и Федосья Пожарская дали село Лучкино с 13 деревнями в качестве вклада в суздальский Спасо-Евфимьев монастырь.
11 марта 1566 года в результате обмена землями между Иваном Грозным и Владимиром Андреевичем Старицким последний получил земли в Стародуб-Ряполовском уезде, в том числе находящиеся на территории современного Савинского района; по книгам письма Ляпуна Ковезина – село Дубакино, по книгам письма князя Дмитрия Болховского – село Алексино.
К 1560-м годам значительная часть вотчин Гундоровых (более 2000 четвертей земли) сосредоточилась в руках князя Силы Григорьевича Гундорова. В целом же князья Гундоровы во второй половине века утратили большую часть своих савинских владений. Иван Васильевич Гундоров в результате опричного террора был сослан в Свияжск, а его антилоховская вотчина конфискована. Возвратившись из ссылки в 1568 году, Иван Гундоров получил в вотчину половину села Воскресенского, но через три года передал её в собственность Спасо-Евфимьева монастыря  Р. И. Гундоров, владелец Меховиц, тоже не избежал ссылки и конфискации вотчины. После вхождения в 1580 году Стародубских земель в состав государева «двора», предписывалось «Стародубским князьям за их вотчины деньги давати… а их вотчины велено в поместья раздавати». В результате вдова С. Г. Гундорова княгиня Ульяна за 200-рублевую компенсацию вынуждена была отказаться от своих савинских вотчин, которые пошли в раздачу помещикам. Князьям Гундоровым, в частности, Ивану Давыдовычу, удалось получить назад часть своих владений (село Меховицы), но уже в качестве поместий. В фонде Спасо-Евфимьева монастыря хранится отдельная грамота, датированная 28 августа 1573 года, княгине Ульяне с дочерью на село Антилохово с деревнями на прожиток: «в Стародубе в Ряполовском село Антилохово да пустошь Борисково Осетрово, пашни худые ж земли 75 четвертей да перелогом пашни худые ж земли 75 же четвертей и обоего пашни и перелогу худые земли 150 четвертей в поле, а в дву потому ж, за доброю землею с наддачею за 100 четвертей. Да у села ж у Антилохова луг да пустошь Матвеева, сена ставится 60 копен, лесу черного рамени пашенного шесть десятин да черного лесу рамени да бортного ухожея по реке по Луе да по речке Сингере вопче со князем Ондреем с Вяземским по смете в длину на версту, а поперег на полверсты.
В писцовой книге письма и меры Михаила Трусова и подьячего Федора Витовтова 1627/28—1629/30 годов земель Суздальского уезда Стародуб-Ряполовского стана упоминается: «За князь Гаврилом княж Ивановым сыном Гундоровым в помесье по государеве грамоте за приписью дьяка Венедикта Махова 136-го [1627/28] году отца ево помесье, что было в помесье за Микифором Микитиным сыном Сущова, а наперед тово было в вотчине за князь Силою Гундоровым половина села Меховицы на реке на Увоти, а другая половина тово села за братом ево за князь Иваном Гундоровым…».
В 1569 году царь Иоанн Грозный «взял на себя» родовую вотчину служилого князя Михаила Ивановича Воротынского — Одоев и Новосиль, а взамен дал Стародуб-Ряполовский «со всем уездом». Однако в 1572 году вместо Стародуба ему был пожалован Переяславль.
В середине и второй половине XVII века светских феодальных вотчин на Савинской земле было очень немного. В 1646 году можно отметить лишь ныне не существующее сельцо Ново, принадлежавшее стольнику князю Фёдору Андреевичу Хилкову, выходцу из князей Стародубских. В вотчине числилось 60 дворов и 118 душ крестьян. В 1670-х годах село Ново с 80 дворами и 227 душами принадлежало уже стольнику князю Фёдору Семёновичу Хованскому. В 1676 году село Воскресенское (97 дворов, 330 душ крестьян) составляло вотчину ещё одного выходца из князей Стародубских — боярина Григория Григорьевича Ромодановского.
К началу XVIII века число крупных феодальных вотчин. Некоторые из них сменили владельцев. Так, село Ново, в котором был выстроен вотчинный двор и имелось 78 дворов и 261 крестьянин, стало вотчиной сибирского царевича Василия Алексеевича. Стольник князь Сергей Борисович Голицын владел селом Меховицы. Село Воскресенское сохранили князья Ромодановские. Вдове Авдотье Васильевне Ромодановской принадлежало там 49 дворов с 244 душами крестьян. Сельцо Горьково принадлежало выходцу из провинциального дворянства думному дворянину, тайному советнику Степану Савичу Нарбекову.

### Новейшая история
Как административная единица — Савинский район был создан 25 января 1935 года постановлением Президиума ВЦИК в составе Ивановской промышленной области. В район вошли сельсоветы: Алексинский, Антилоховский, Архиповский, Афанасовский, Вознесенский, Дорожаевский, Егорьевский, Корзинский, Крапивинский, Малокстовский, Милюковский, Михалевский, Мишкулаевский, Набережниковский, Непотяговский, Ногинский, Польковский, Савинский, Семинигинский. 24 декабря 1941 года Семинигинский сельсовет был перечислен во вновь образованный Камешковский район. 18 июня 1954 года в результате укрупнения ликвидированы сельсоветы Афанасовский, Крапивновский, Ногинский, Антилоховский, Егорьевский, Милюковский, Мишкулаевский, Непотяговский, Малокстовский; объединены сельсоветы Алексинский и Набережновский в Горячевский. 23 апреля 1960 года Дорожаевский сельсовет передан в Шуйский район. 22 августа 1960 года ликвидирован Архиповский сельсовет.
1 февраля 1963 года район ликвидирован, все сельсоветы вошли в Шуйский сельский район, а посёлки городского типа Архиповка, Панфилово и Савино — в Савинский промышленный район. 13 января 1965 года район вновь образован в составе рабочих посёлков Архиповка, Панфилово и Савино и сельсоветов: Вознесенского, Воскресенского, Горячевского, Заборьевского, Корзинского, Михалевского, Польковского, Савинского. 12 августа 1974 года упразднены Корзинский, Заборьевский сельсоветы, образован Поломский сельсовет. 2 ноября 1983 года Савинский сельсовет переименован в Шестунихинский.
В 2005 году в рамках организации местного самоуправления был образован муниципальный район.

## Население
| 1939    | 1959    | 1970    | 1979    | 1989    | 2002    | 2009    | 2010    | 2011    |
| ------- | ------- | ------- | ------- | ------- | ------- | ------- | ------- | ------- |
| 33 860  | ↘27 249 | ↘21 470 | ↘19 356 | ↘17 634 | ↘14 471 | ↘13 015 | ↘12 079 | ↘12 055 |
| 2012    | 2013    | 2014    | 2015    | 2016    | 2017    | 2018    | 2019    | 2020    |
| ↘11 880 | ↘11 712 | ↘11 529 | ↘11 312 | ↘11 166 | ↘10 966 | ↘10 829 | ↘10 580 | ↘10 424 |
| 2021    |         |         |         |         |         |         |         |         |
| ↘10 224 |         |         |         |         |         |         |         |         |

### Урбанизация
Городское население (посёлок городского типа Савино) составляет  46,19 % населения района.

### Национальный состав
По итогам переписи населения 2020 года проживали следующие национальности (национальности менее 0,1 % и другое, см. в сноске к строке «Другие»):
| Национальность | Численность, чел. | Доля     |
| -------------- | ----------------- | -------- |
| Русские        | 9830              | 96,15 %  |
| Цыгане         | 87                | 0,85 %   |
| Украинцы       | 34                | 0,33 %   |
| Татары         | 32                | 0,31 %   |
| Таджики        | 20                | 0,20 %   |
| Армяне         | 14                | 0,14 %   |
| Мордва         | 14                | 0,14 %   |
| Узбеки         | 13                | 0,13 %   |
| Коми-пермяки   | 12                | 0,12 %   |
| Другие         | 168               | 1,63 %   |
| Итого          | 10 224            | 100,00 % |

## Муниципально-территориальное устройство
В муниципальный район входят 6 муниципальных образований, в том числе 1 городское и 5 сельских поселений.
| № | Муниципальное образование        | Административный центр | Количество населённых пунктов | Население (чел.) | Площадь (км²) |
| - | -------------------------------- | ---------------------- | ----------------------------- | ---------------- | ------------- |
| 1 | Савинское городское поселение    | рабочий посёлок Савино | 1                             | ↘4722            | 6,11          |
| 2 | Архиповское сельское поселение   | село Архиповка         | 8                             | ↗1524            | 37,06         |
| 3 | Вознесенское сельское поселение  | село Вознесенье        | 28                            | ↘1177            | 187,26        |
| 4 | Воскресенское сельское поселение | село Воскресенское     | 36                            | ↗1085            | 246,23        |
| 5 | Горячевское сельское поселение   | деревня Горячево       | 20                            | ↗662             | 151,68        |
| 6 | Савинское сельское поселение     | рабочий посёлок Савино | 30                            | →1054            | 232,93        |

В 2005 году в рамках организации местного самоуправления в муниципальном районе были созданы 6 муниципальных образований: 2 городских и 4 сельских поселений. В 2009 году Архиповское городское поселение преобразовано в Архиповское сельское поселение.

## Населённые пункты
В Савинском районе 123 населённых пункта, в том числе 1 городской (пгт) и 122 сельских.
| №   | Населённый пункт | Тип     | Население | Муниципальное образование        |
| --- | ---------------- | ------- | --------- | -------------------------------- |
| 1   | Агрофенино       | село    | ↗508      | Вознесенское сельское поселение  |
| 2   | Алексино         | село    | ↘10       | Горячевское сельское поселение   |
| 3   | Алешово          | деревня | ↘6        | Воскресенское сельское поселение |
| 4   | Ананьино         | деревня | 0         | Савинское сельское поселение     |
| 5   | Антилохово       | село    | ↘75       | Савинское сельское поселение     |
| 6   | Аристиха         | деревня | ↘1        | Воскресенское сельское поселение |
| 7   | Артемиха         | деревня | ↘7        | Савинское сельское поселение     |
| 8   | Артемьево        | деревня | ↘0        | Архиповское сельское поселение   |
| 9   | Архиповка        | село    | ↘1558     | Архиповское сельское поселение   |
| 10  | Афанасово        | деревня | ↘84       | Вознесенское сельское поселение  |
| 11  | Бабашкино        | деревня | ↘2        | Воскресенское сельское поселение |
| 12  | Бакулиха         | деревня | ↘3        | Воскресенское сельское поселение |
| 13  | Бальбино         | деревня | ↘36       | Воскресенское сельское поселение |
| 14  | Ближняя          | деревня | ↘0        | Воскресенское сельское поселение |
| 15  | Боброво          | деревня | ↘0        | Горячевское сельское поселение   |
| 16  | Боняково         | деревня | ↘0        | Воскресенское сельское поселение |
| 17  | Васильково       | деревня | 0         | Савинское сельское поселение     |
| 18  | Вознесенье       | село    | ↗310      | Вознесенское сельское поселение  |
| 19  | Ворманки         | деревня | 4         | Савинское сельское поселение     |
| 20  | Ворониха         | деревня | ↘21       | Горячевское сельское поселение   |
| 21  | Воскресенское    | село    | ↗792      | Воскресенское сельское поселение |
| 22  | Высоково         | деревня | ↘0        | Савинское сельское поселение     |
| 23  | Высоково Большое | деревня | ↘43       | Вознесенское сельское поселение  |
| 24  | Вязовое          | деревня | ↘0        | Савинское сельское поселение     |
| 25  | Глубоково        | деревня | ↘5        | Воскресенское сельское поселение |
| 26  | Горячево         | деревня | ↘285      | Горячевское сельское поселение   |
| 27  | Гремячево        | деревня | ↘1        | Воскресенское сельское поселение |
| 28  | Гришаково        | деревня | ↘5        | Горячевское сельское поселение   |
| 29  | Деменово         | деревня | ↘0        | Савинское сельское поселение     |
| 30  | Дубакино         | деревня | ↘4        | Воскресенское сельское поселение |
| 31  | Дубровка         | деревня | ↘0        | Горячевское сельское поселение   |
| 32  | Егорье           | село    | ↘0        | Савинское сельское поселение     |
| 33  | Ермаково         | деревня | ↘5        | Горячевское сельское поселение   |
| 34  | Жабриха          | деревня | ↘8        | Савинское сельское поселение     |
| 35  | Жарки            | деревня | ↘2        | Савинское сельское поселение     |
| 36  | Заборье          | деревня | 3         | Савинское сельское поселение     |
| 37  | Залесье          | деревня | ↘11       | Воскресенское сельское поселение |
| 38  | Заозерье         | деревня | ↘1        | Вознесенское сельское поселение  |
| 39  | Захарцево        | деревня | ↘34       | Вознесенское сельское поселение  |
| 40  | Зыбкино          | деревня | ↘0        | Горячевское сельское поселение   |
| 41  | Ильинская        | деревня | ↘12       | Горячевское сельское поселение   |
| 42  | Исаково          | деревня | ↘13       | Горячевское сельское поселение   |
| 43  | Каличье          | деревня | 1         | Савинское сельское поселение     |
| 44  | Княгиниха        | деревня | ↘1        | Воскресенское сельское поселение |
| 45  | Корзино          | село    | ↘24       | Горячевское сельское поселение   |
| 46  | Крапивново       | деревня | ↘13       | Вознесенское сельское поселение  |
| 47  | Красная Горка    | деревня | ↘12       | Вознесенское сельское поселение  |
| 48  | Крестниково      | деревня | ↘4        | Воскресенское сельское поселение |
| 49  | Кривоносово      | деревня | ↘18       | Архиповское сельское поселение   |
| 50  | Крутово          | деревня | ↘6        | Воскресенское сельское поселение |
| 51  | Кстово Большое   | деревня | ↘15       | Савинское сельское поселение     |
| 52  | Куземкино        | деревня | ↘24       | Вознесенское сельское поселение  |
| 53  | Кузнечиха        | деревня | ↘4        | Вознесенское сельское поселение  |
| 54  | Купалищи         | деревня | ↘0        | Воскресенское сельское поселение |
| 55  | Курбатово        | деревня | ↘0        | Воскресенское сельское поселение |
| 56  | Курзаниха        | деревня | 0         | Савинское сельское поселение     |
| 57  | Курмыш           | деревня | ↘26       | Воскресенское сельское поселение |
| 58  | Лычёво           | деревня | ↘1        | Горячевское сельское поселение   |
| 59  | Максимово        | деревня | ↘0        | Горячевское сельское поселение   |
| 60  | Манцуриха        | деревня | ↘0        | Савинское сельское поселение     |
| 61  | Мартемьяниха     | деревня | ↘0        | Воскресенское сельское поселение |
| 62  | Мартынково       | деревня | 0         | Савинское сельское поселение     |
| 63  | Маткино          | деревня | ↘0        | Савинское сельское поселение     |
| 64  | Меховицы         | село    | ↘50       | Вознесенское сельское поселение  |
| 65  | Милюково         | село    | ↘7        | Воскресенское сельское поселение |
| 66  | Михалёво         | село    | ↘49       | Воскресенское сельское поселение |
| 67  | Михалиха         | деревня | ↘0        | Савинское сельское поселение     |
| 68  | Мурзиха          | деревня | ↘4        | Воскресенское сельское поселение |
| 69  | Набережная       | деревня | ↘70       | Горячевское сельское поселение   |
| 70  | Непотягово       | деревня | ↘7        | Воскресенское сельское поселение |
| 71  | Нивки            | деревня | ↘0        | Вознесенское сельское поселение  |
| 72  | Нивы             | деревня | ↘0        | Савинское сельское поселение     |
| 73  | Новинки          | деревня | ↘4        | Архиповское сельское поселение   |
| 74  | Ново             | деревня | ↘6        | Воскресенское сельское поселение |
| 75  | Новоюрово        | деревня | ↘1        | Вознесенское сельское поселение  |
| 76  | Носакино         | деревня | ↘0        | Горячевское сельское поселение   |
| 77  | Объедово         | деревня | ↘65       | Вознесенское сельское поселение  |
| 78  | Панино           | деревня | ↘189      | Горячевское сельское поселение   |
| 79  | Панфилово        | деревня | ↘0        | Архиповское сельское поселение   |
| 80  | Панфилово        | село    | ↘160      | Савинское сельское поселение     |
| 81  | Пельхово         | деревня | ↘9        | Горячевское сельское поселение   |
| 82  | Петухово         | деревня | ↘0        | Савинское сельское поселение     |
| 83  | Покровское       | деревня | ↗296      | Воскресенское сельское поселение |
| 84  | Полома           | деревня | ↗259      | Савинское сельское поселение     |
| 85  | Польки           | село    | ↗252      | Вознесенское сельское поселение  |
| 86  | Постылово        | деревня | ↘0        | Вознесенское сельское поселение  |
| 87  | Пронево          | деревня | ↘0        | Воскресенское сельское поселение |
| 88  | Пучково          | деревня | ↘8        | Воскресенское сельское поселение |
| 89  | Пятунино         | деревня | ↘0        | Воскресенское сельское поселение |
| 90  | Речная           | деревня | ↘0        | Горячевское сельское поселение   |
| 91  | Рыжево           | деревня | ↘1        | Архиповское сельское поселение   |
| 92  | Савино           | деревня | ↗213      | Савинское сельское поселение     |
| 93  | Савино           | пгт     | ↘4722     | Савинское городское поселение    |
| 94  | Сельцо           | деревня | ↘13       | Вознесенское сельское поселение  |
| 95  | Сенино           | деревня | ↘3        | Воскресенское сельское поселение |
| 96  | Сергеево         | деревня | ↘4        | Горячевское сельское поселение   |
| 97  | Слабнево         | деревня | ↘80       | Архиповское сельское поселение   |
| 98  | Спиряково        | деревня | ↘0        | Воскресенское сельское поселение |
| 99  | Срубово          | деревня | ↘19       | Вознесенское сельское поселение  |
| 100 | Столбищи         | деревня | ↘18       | Савинское сельское поселение     |
| 101 | Ступино          | деревня | ↘14       | Воскресенское сельское поселение |
| 102 | Сувориха         | деревня | 0         | Вознесенское сельское поселение  |
| 103 | Тепляки          | деревня | ↘12       | Вознесенское сельское поселение  |
| 104 | Фалюшино         | деревня | ↘0        | Воскресенское сельское поселение |
| 105 | Фёдорово         | деревня | ↘0        | Воскресенское сельское поселение |
| 106 | Фердечаково      | деревня | ↘5        | Вознесенское сельское поселение  |
| 107 | Фефелово         | деревня | ↘0        | Савинское сельское поселение     |
| 108 | Филяндино        | село    | ↘12       | Вознесенское сельское поселение  |
| 109 | Ходилки          | деревня | ↘0        | Воскресенское сельское поселение |
| 110 | Черные Пруды     | деревня | 46        | Вознесенское сельское поселение  |
| 111 | Чертовики        | деревня | ↘6        | Вознесенское сельское поселение  |
| 112 | Шапкино          | село    | ↘27       | Горячевское сельское поселение   |
| 113 | Шестуниха        | деревня | ↗557      | Савинское сельское поселение     |
| 114 | Шешуковка        | деревня | ↘0        | Савинское сельское поселение     |
| 115 | Шистино          | деревня | ↘2        | Воскресенское сельское поселение |
| 116 | Щапино           | деревня | ↘10       | Вознесенское сельское поселение  |
| 117 | Щаповка          | деревня | ↘49       | Вознесенское сельское поселение  |
| 118 | Щербово          | село    | ↘3        | Савинское сельское поселение     |
| 119 | Юшково           | деревня | ↘19       | Вознесенское сельское поселение  |
| 120 | Яблоново         | деревня | ↘0        | Воскресенское сельское поселение |
| 121 | Яковлево         | село    | ↘16       | Вознесенское сельское поселение  |
| 122 | Яманово          | деревня | ↘9        | Архиповское сельское поселение   |
| 123 | Ямново           | деревня | 0         | Савинское сельское поселение     |

## Экономика
Преобладают текстильная, пищевая и лесная отрасли.
В 2008 году насчитывалось 8 промышленных и 10 сельскохозяйственных предприятий, 18 предприятий розничной торговли и общественного питания.

## Транспорт
По территории района проходит линия «Новки — Иваново» Северной железной дороги (станции Шорыгино и Савино Ярославского отделения Северной железной дороги). Линия была открыта в 1868 году как участок Московско-Нижегородской железной дороги. Станция Савино под названием Егорьевск (по названию волостного села Егорье) была построена в 1869 году.
С севера на юг район пересекает автомобильная дорога «Шуя — Ковров».

## Люди, связанные с районом
Славные земляки
- святитель Митрофан, епископ Воронежский — родился в селе Антилохове
- святитель Макарий, митрополит Московский и Коломенский (1912—1917), митрополит Алтайский (1920—1926), «апостол Алтая» — родился в селе Шапкине

Герои Советского Союза
- Григорий Петрович Ветчинкин
- Николай Семёнович Греков — уроженец деревни Пучково
- Кирилл Васильевич Грязнов — уроженец села Меховицы
- Алексей Васильевич Лопатин — уроженец села Дюкова
- Павел Семёнович Маштаков — уроженец деревни Высоково
- Константин Григорьевич Смирнов — жил в посёлке Архиповка Савинского района. В 1980-х переехал в Латвию.
- Смирнов, Геннадий Михайлович — контр-адмирал[источник не указан 1901 день] (уроженец деревни Воронихи Ногинского сельского поселения, позднее семья переехала и жила в посёлке Панфилово)

## Достопримечательности

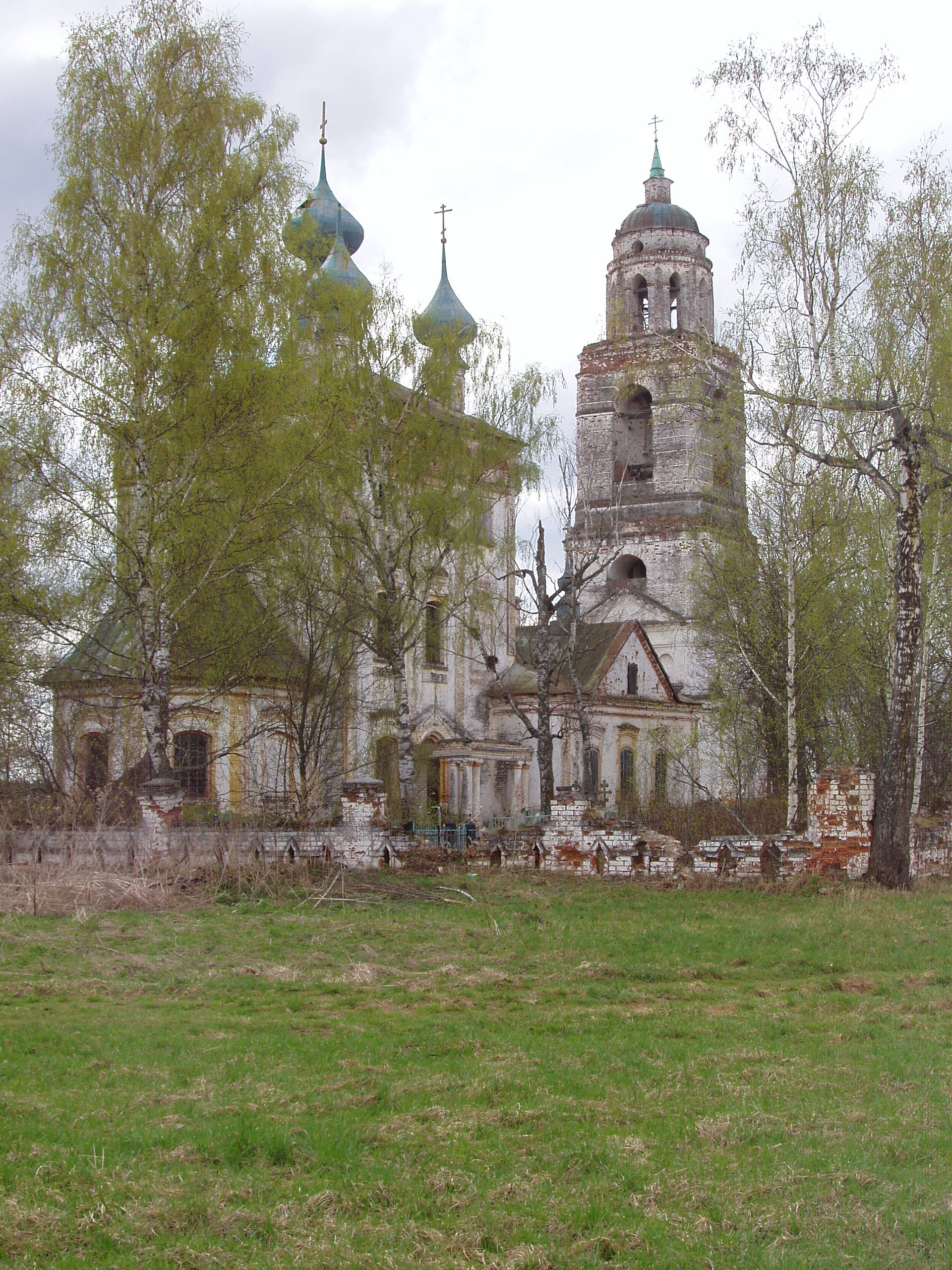
Церковь Рождества Богородицы в селе Шапкине, 1799—1804. Колокольня, 1825. Горячевское сельское поселение, май 2005.

Церковь Рождества Богородицы. Село Шапкино (Васильевское, Ивановское тож), конец XVIII — середина XIX века.
Расположена посреди села на кладбище, прямоугольная территория которого вытянута с запада на восток. Ограды 1-й половины XIX века включает сторожку и часовенку, которая играет роль угловой башни. В центре кладбища на месте двух сгоревших деревянных церквей начала XVIII века в 1799—1804 годах построена церковь Рождества Богородицы с высокой колокольней (1825), доминирующей над селом. К югу от церкви сохранились белокаменные и гранитные надгробия
.